# Seznam hokejistů draftovaných týmem San Jose Sharks

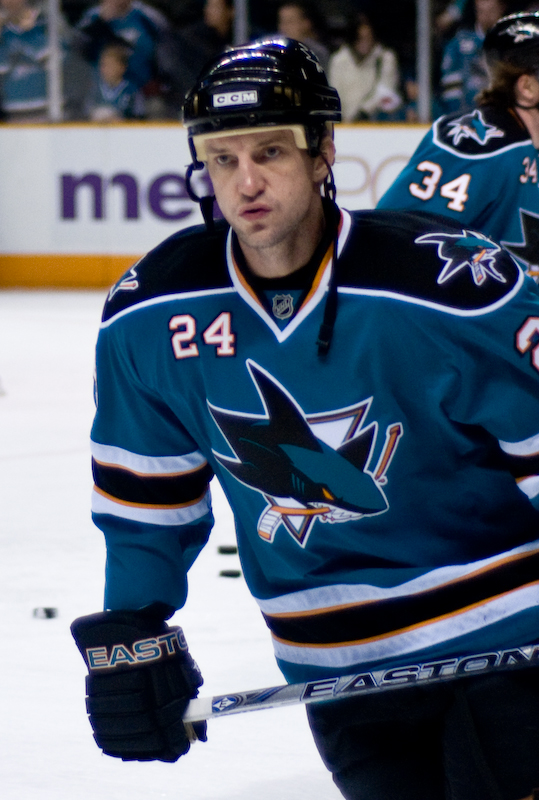
Sandis Ozoliņš byl draftován ze 30. místa v roce 1991.

Toto je kompletní seznam hokejistů, kteří byli draftováni v NHL do týmu San Jose Sharks. To zahrnuje každého hráče, který byl draftován, bez ohledu na to, zda hrál za tým.

## Draft 1. kola

### Historie prvního kola
| † | Hráč který byl vybrán do hokejové síně slávy | Hráč který byl vybrán do hokejové síně slávy | Hráč který byl vybrán do hokejové síně slávy |
| * | Draftován z 1. místa                         | Draftován z 1. místa                         | Draftován z 1. místa                         |
| ≠ | Hráč který neodehrál žádný zápas v NHL       | Hráč který neodehrál žádný zápas v NHL       | Hráč který neodehrál žádný zápas v NHL       |

| Rok  | Místo | Hráč              | Pozice       | Stát    | Předchozí tým (liga)           |
| ---- | ----- | ----------------- | ------------ | ------- | ------------------------------ |
| 1991 | 2     | Pat Falloon       | Pravé křídlo | Kanada  | Spokane Chiefs (WHL)           |
| 1992 | 3     | Mike Rathje       | Obránce      | Kanada  | Medicine Hat Tigers (WHL)      |
| 1992 | 10    | Andrej Nazarov    | Levé křídlo  | Rusko   | HC Dynamo Moskva (SSSR)        |
| 1993 | 6     | Viktor Kozlov     | Levé křídlo  | Rusko   | HC Dynamo Moskva (RSL)         |
| 1994 | 11    | Jeff Friesen      | Levé křídlo  | Kanada  | Regina Pats (WHL)              |
| 1995 | 12    | Teemu Riihijärvi≠ | Pravé křídlo | Finsko  | Espoo Blues (SM-liiga)         |
| 1996 | 2     | Andrej Zjuzin     | Obránce      | Rusko   | Salavat Julajev Ufa (RSL)      |
| 1996 | 21    | Marco Sturm       | Centr        | Německo | EV Landshut (DEL)              |
| 1997 | 2     | Patrick Marleau   | Levé křídlo  | Kanada  | Seattle Thunderbirds (WHL)     |
| 1997 | 23    | Scott Hannan      | Obrana       | Kanada  | Kelowna Rockets (WHL)          |
| 1998 | 3     | Brad Stuart       | Obrana       | Kanada  | Regina Pats (WHL)              |
| 1999 | 14    | Jeff Jillson      | Obrana       | USA     | University of Michigan (CCHA)  |
| 2000 | Nikdo | Nikdo             | Nikdo        | Nikdo   | Nikdo                          |
| 2001 | 20    | Marcel Goc        | Centr        | Německo | Schwenninger Wild Wings (DEL)  |
| 2002 | 27    | Mike Morris≠      | Utočník      | USA     | Saint Sebastian's School (ISL) |
| 2003 | 6     | Milan Michálek    | Levé křídlo  | Česko   | HC České Budějovice (ELH)      |
| 2003 | 16    | Steve Bernier     | Pravé křídlo | Kanada  | Moncton Wildcats (QMJHL)       |
| 2004 | 22    | Lukáš Kašpar      | Levé křídlo  | Česko   | HC Litvínov (ELH)              |
| 2005 | 8     | Devin Setoguchi   | Pravé křídlo | Kanada  | Saskatoon Blades (WHL)         |
| 2006 | 16    | Ty Wishart        | Obránce      | Kanada  | Prince George Cougars (WHL)    |
| 2007 | 9     | Logan Couture     | Centr        | Kanada  | Ottawa 67's (OHL)              |
| 2007 | 28    | Nick Petrecki     | Obránce      | USA     | Omaha Lancers (USHL)           |
| 2008 | Nikdo | Nikdo             | Nikdo        | Nikdo   | Nikdo                          |
| 2009 | Nikdo | Nikdo             | Nikdo        | Nikdo   | Nikdo                          |
| 2010 | 28    | Charlie Coyle     | Centr        | USA     | South Shore Kings (EJHL)       |
| 2011 | Nikdo | Nikdo             | Nikdo        | Nikdo   | Nikdo                          |
| 2012 | 17    | Tomáš Hertl≠      | Centr        | Česko   | HC Slavia Praha (ELH)          |

### Celkový výběr

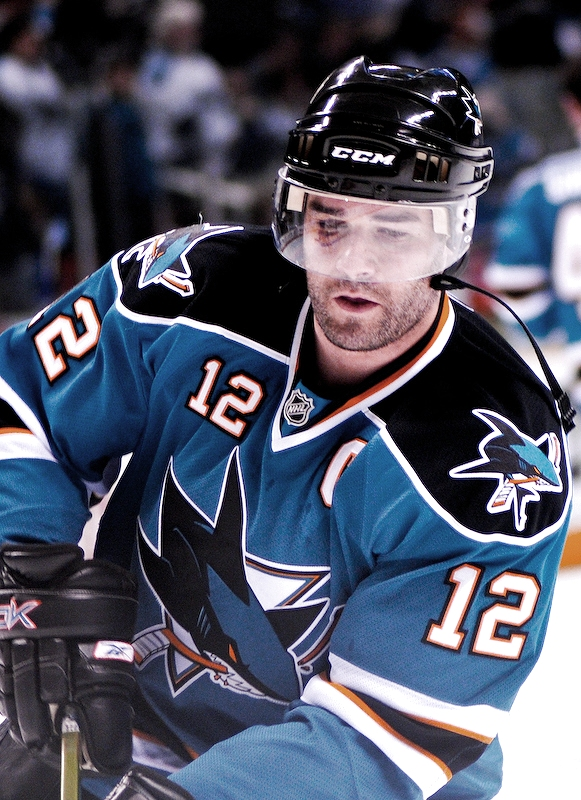
Patrick Marleau byl draftován ze 2. místa v roce 1997.

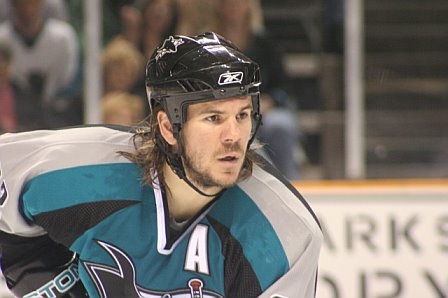
Scott Hannan byl draftován z 23. místa v roce 1997.

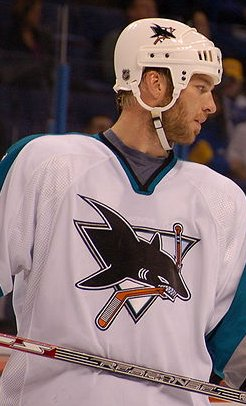
Mark Smith byl draftován z 219. místa v roce 1997.

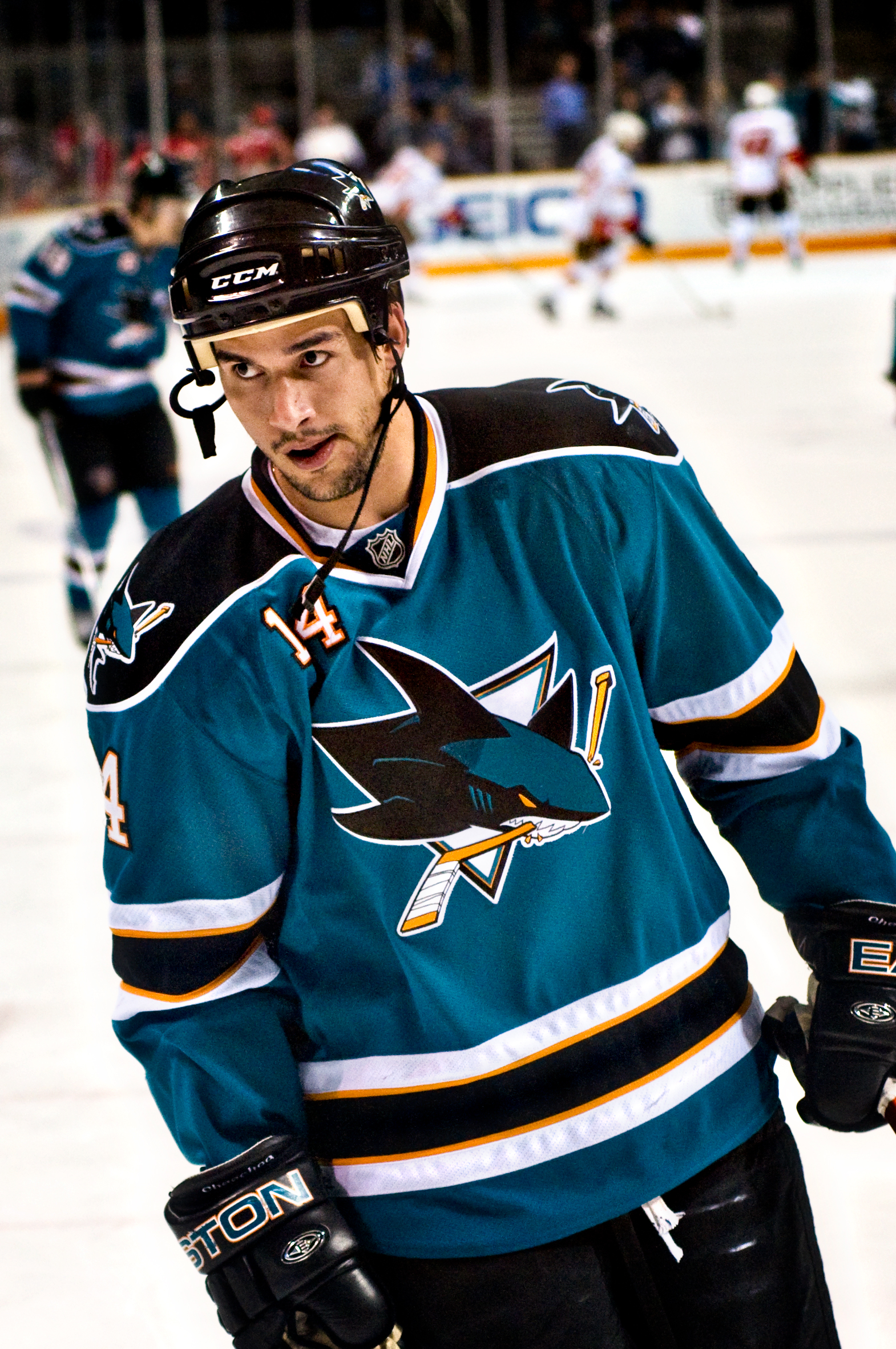
Jonathan Cheechoo byl draftován z 29. místa v roce 1998.

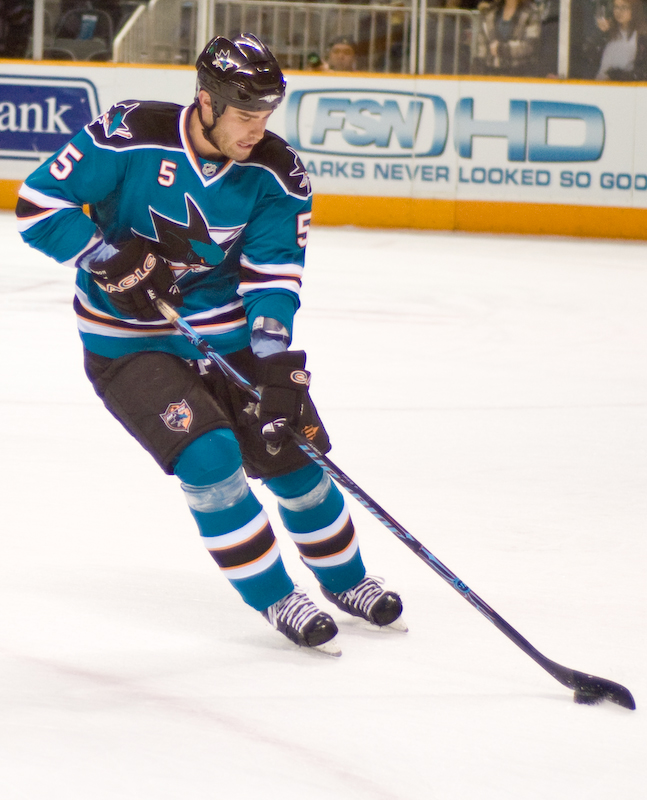
Rob Davison byl draftován z 98. místa v roce 1998.

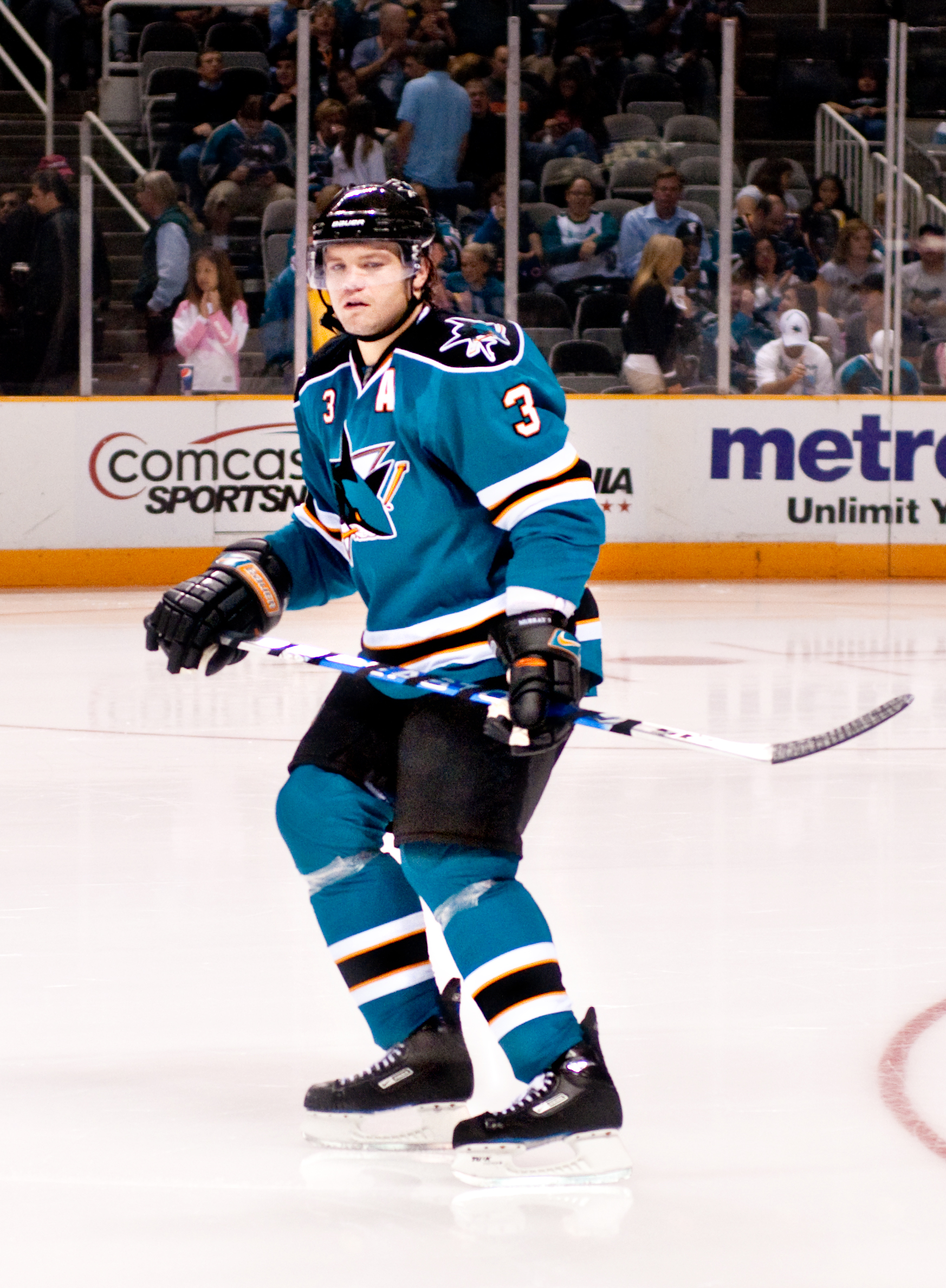
Douglas Murray byl draftován z 241. místa v roce 1999.

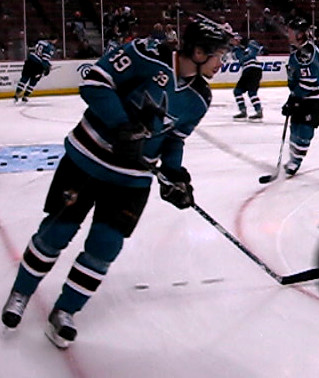
Tomáš Plíhal byl draftován z 140. místa v roce 2001.

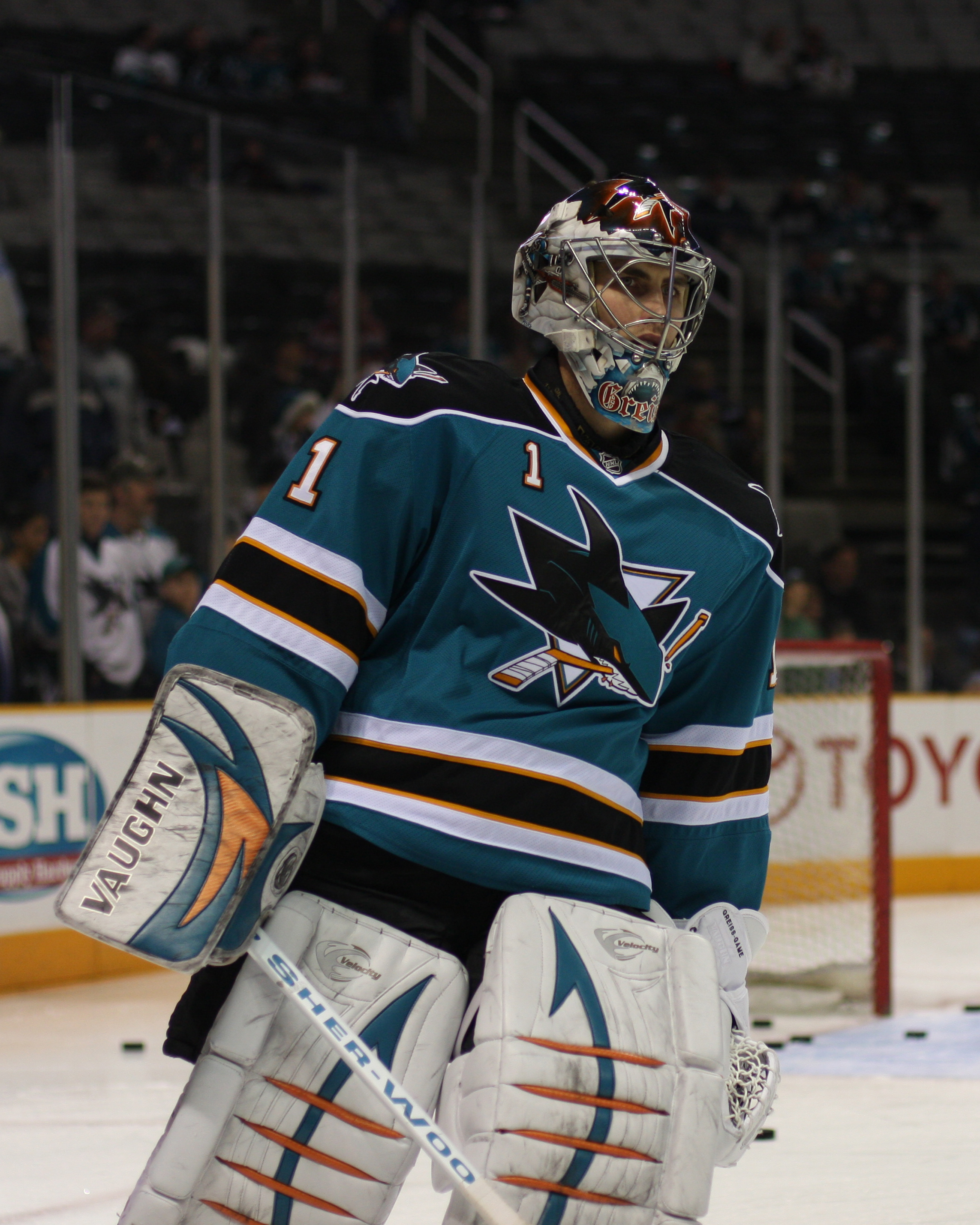
Thomas Greiss byl draftován z 94. místa v roce 2004.

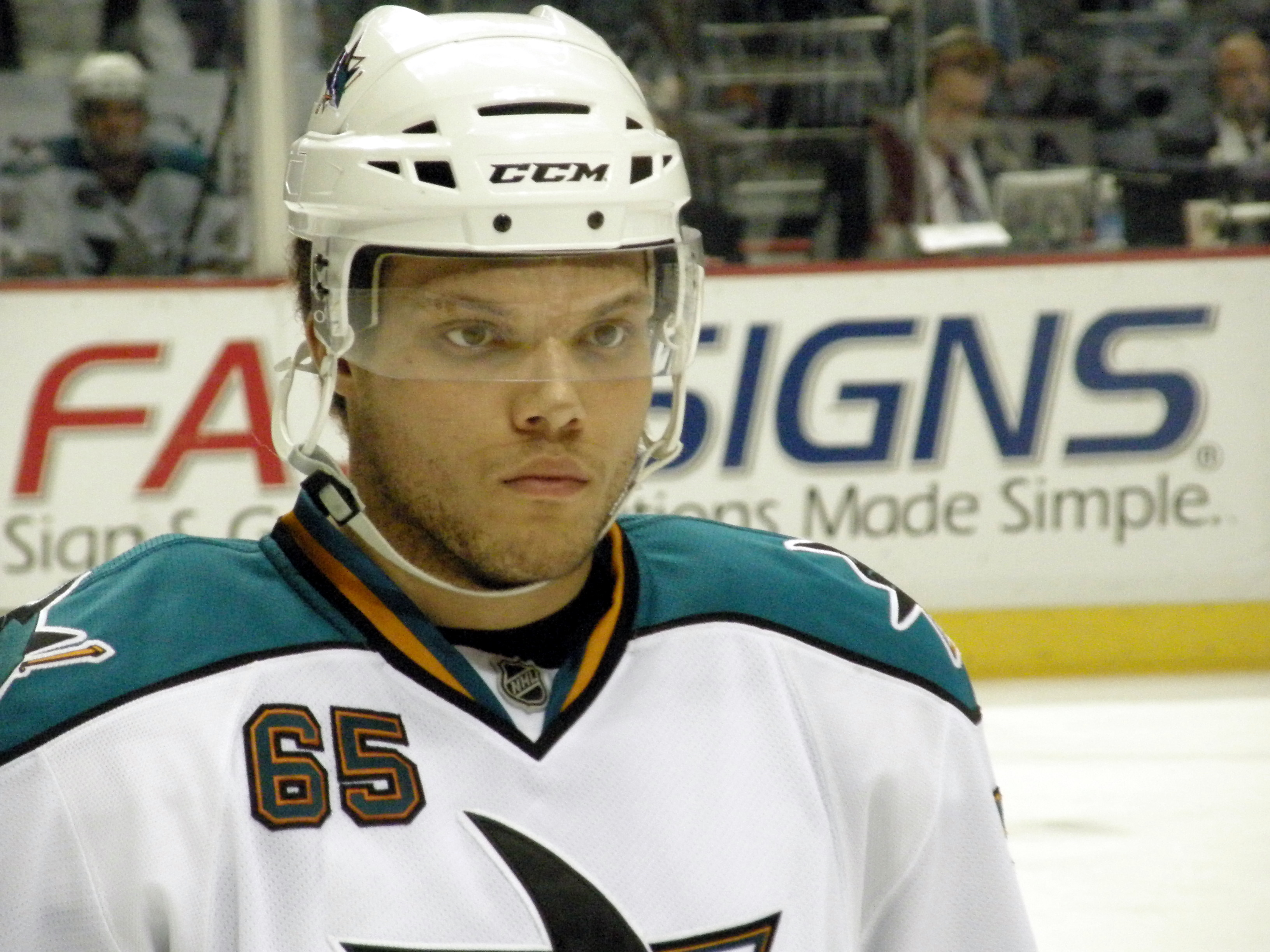
Derek Joslin byl draftován ze 149. místa v roce 2005.

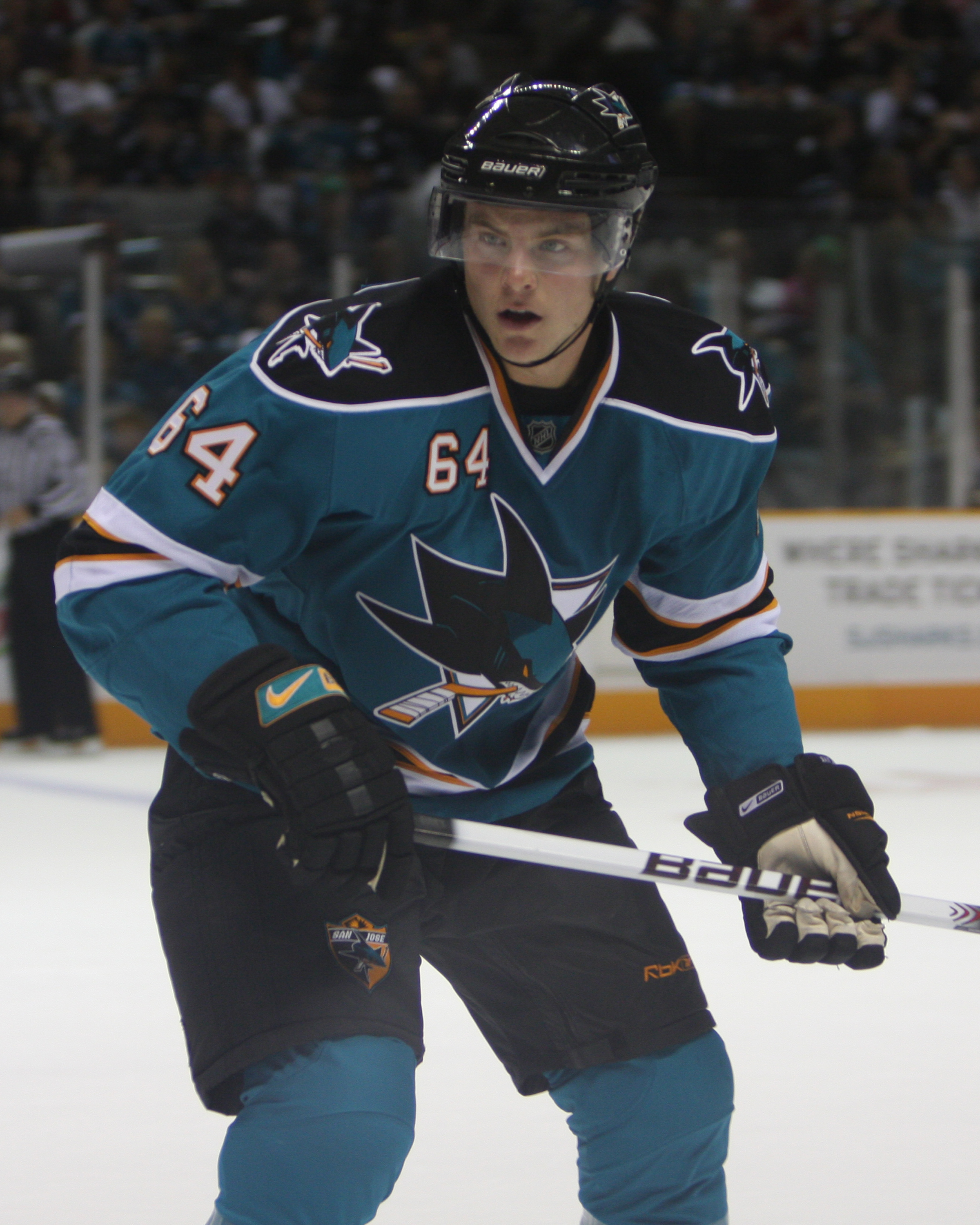
Jamie McGinn byl draftován z 36. místa v roce 2006.

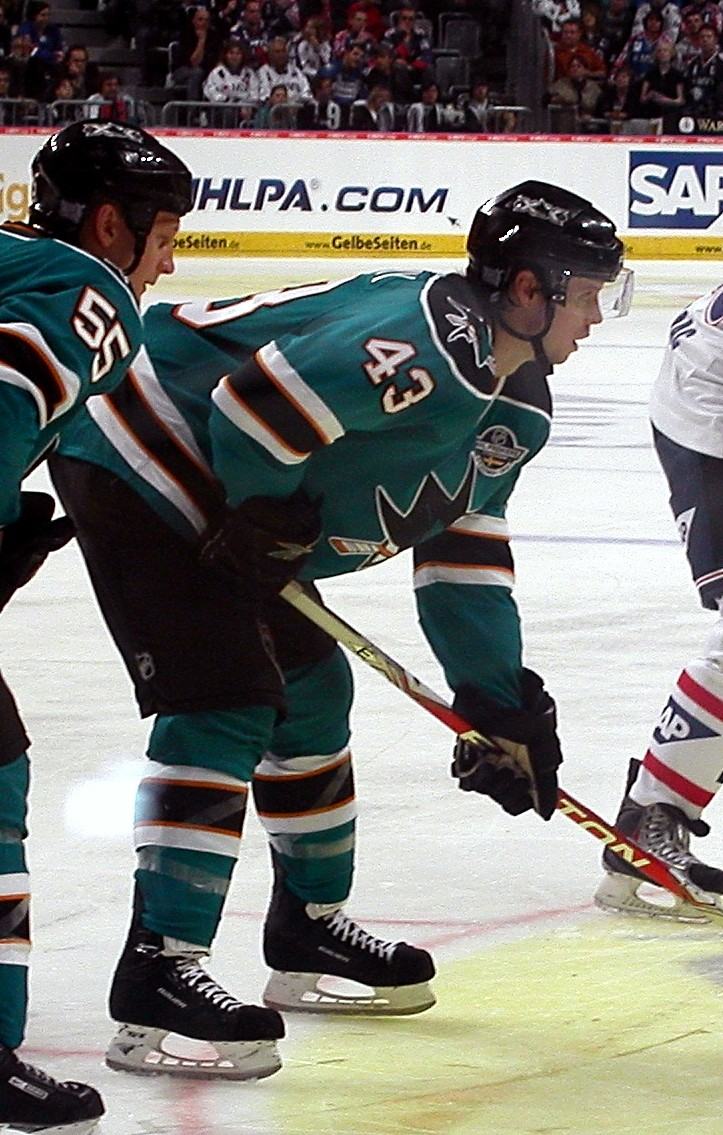
John McCarthy byl draftován z 202. místa v roce 2006.

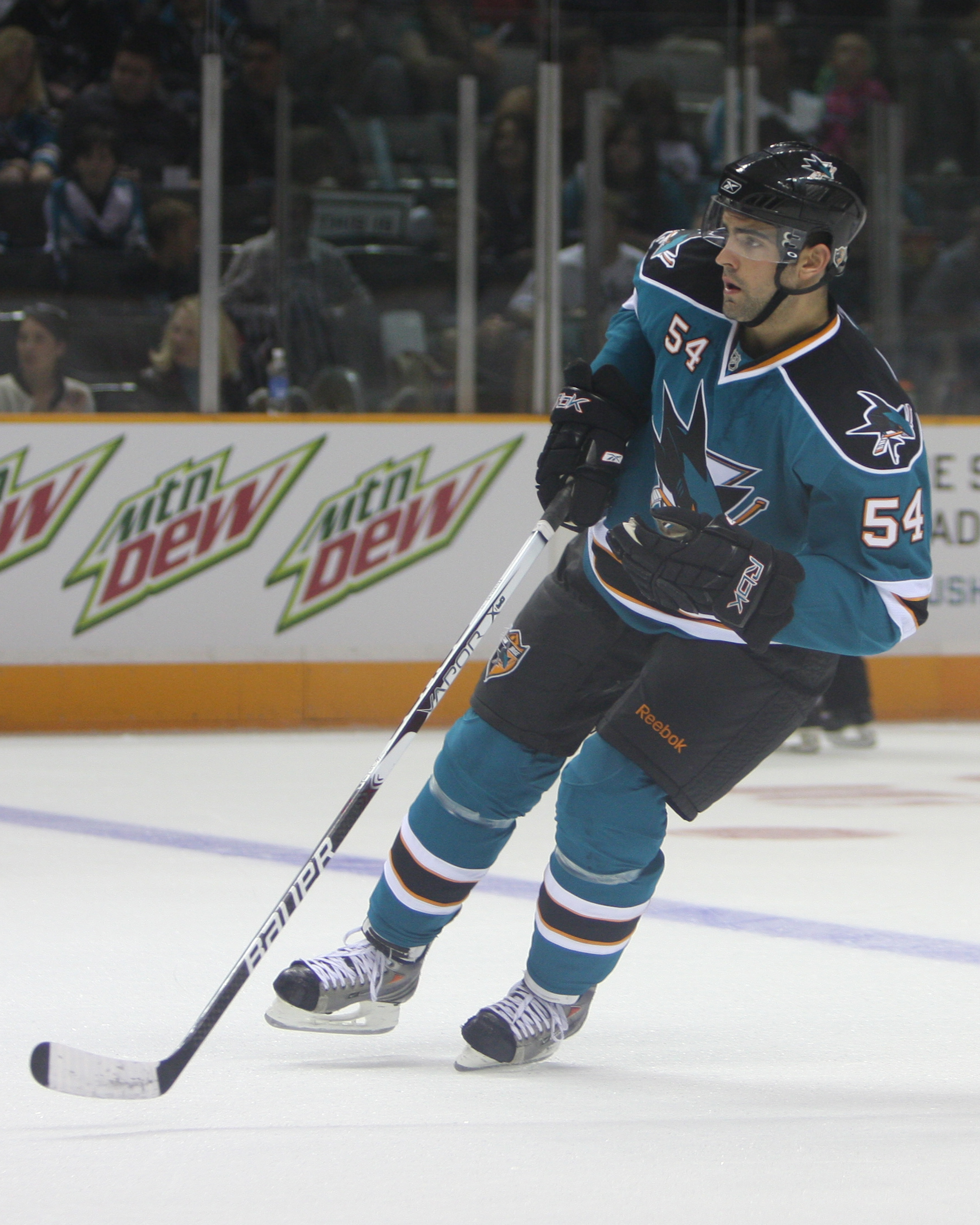
Nick Petrecki byl draftován z 28. místa v roce 2007.

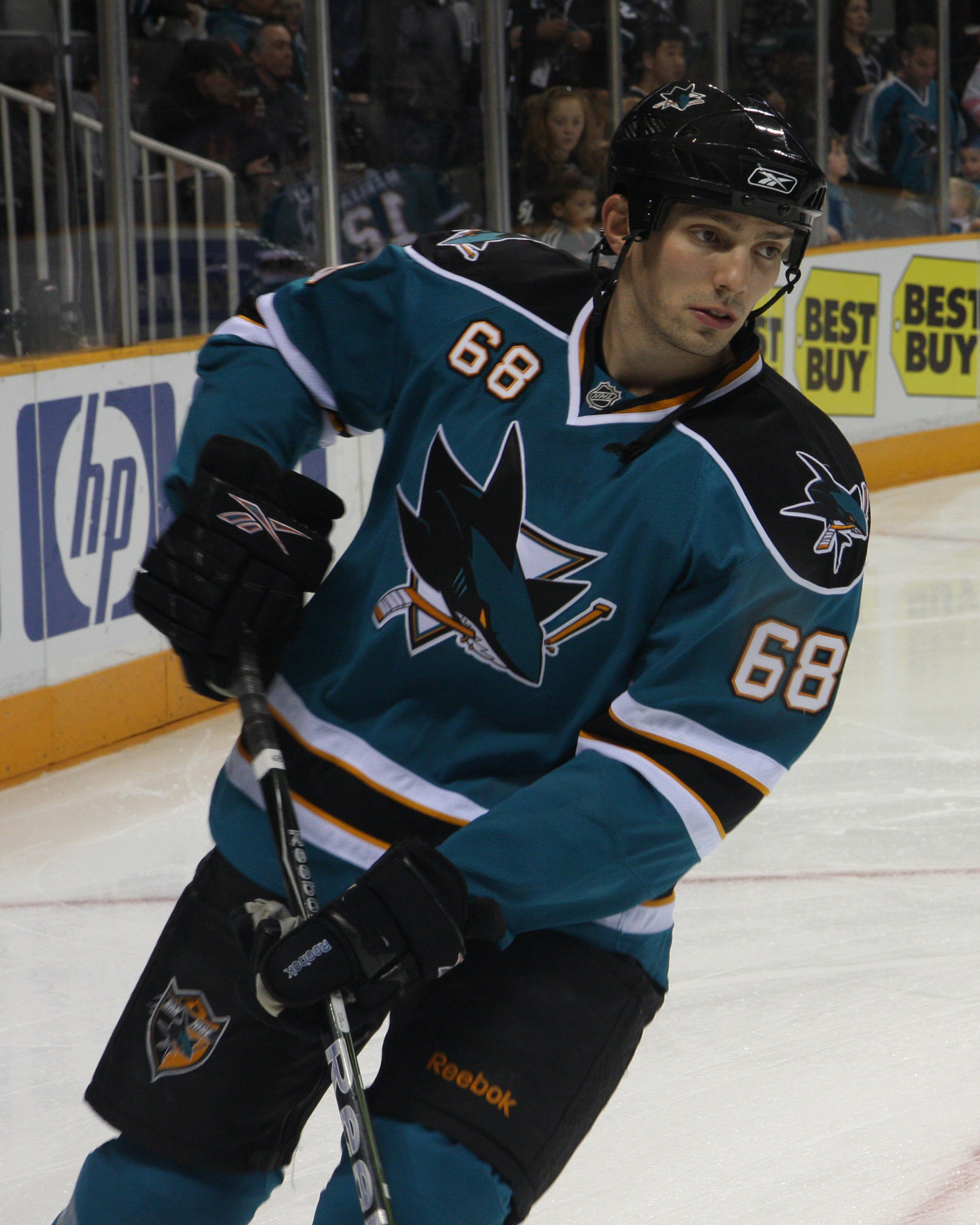
Frazer McLaren byl draftován z 203. místa v roce 2007.

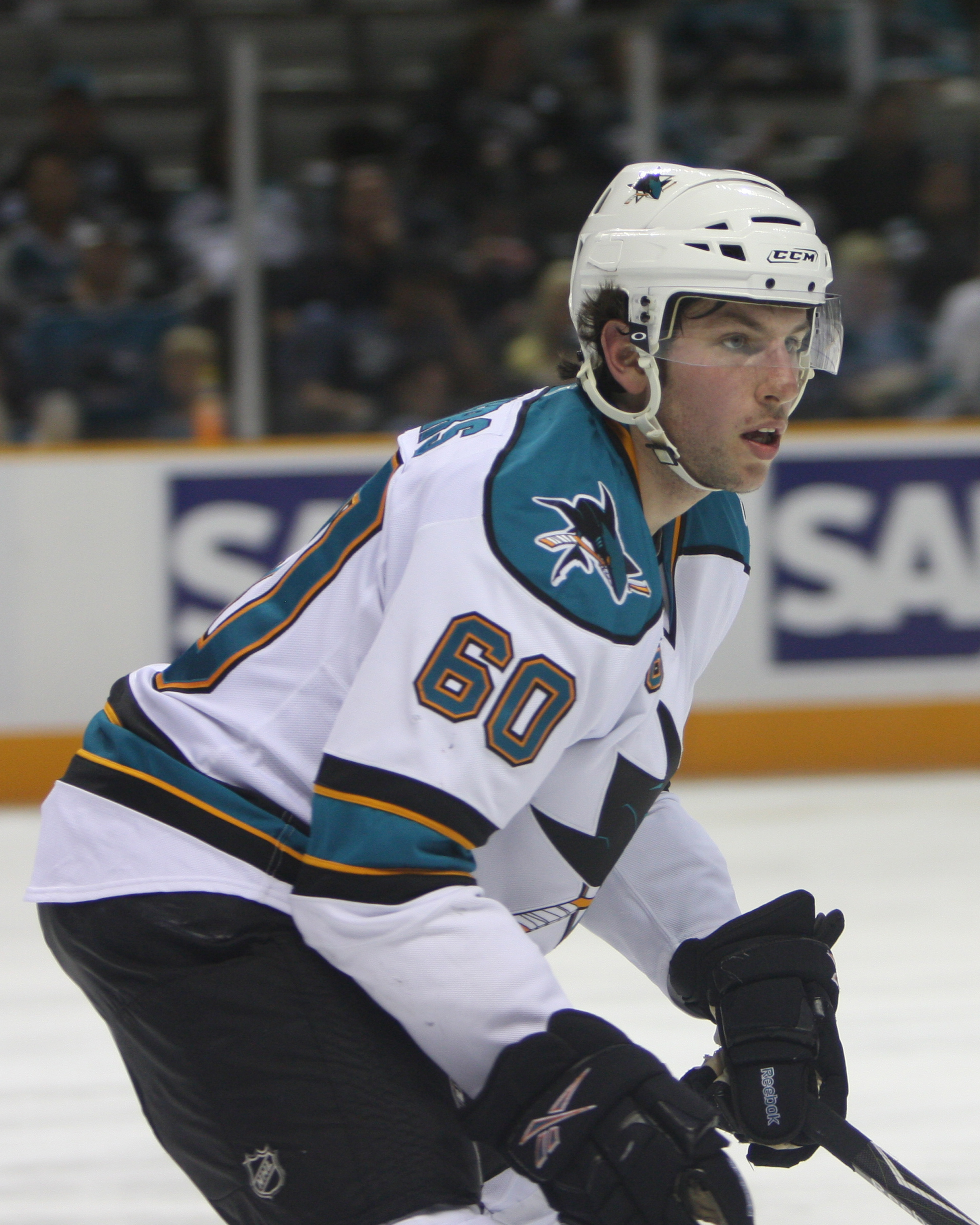
Jason Demers byl draftován z 186. místa v roce 2008.

|  | Hráči kteří hráli nejméně jeden zápas v NHL |
|  | Hráči kteří si zahráli v NHL All-Star Game  |

| Rok  | Kolo | Místo | Hráč                       | Pozice               |
| ---- | ---- | ----- | -------------------------- | -------------------- |
| 1991 | 1    | 2     | Pat Falloon                | Pravé křídlo         |
| 1991 | 2    | 23    | Ray Whitney                | Levé křídlo          |
| 1991 | 2    | 30    | Sandis Ozoliņš             | Obránce              |
| 1991 | 3    | 45    | Dody Wood                  | Levé křídlo          |
| 1991 | 4    | 67    | Kerry Toporowski           | Obránce              |
| 1991 | 5    | 89    | Dan Ryder                  | Brankář              |
| 1991 | 6    | 111   | Fredrik Nilsson            | Levé křídlo          |
| 1991 | 7    | 133   | Jaroslav Otevřel           | Levé křídlo          |
| 1991 | 8    | 155   | Dean Grillo                | Centr                |
| 1991 | 9    | 177   | Corwin Saurdiff            | Brankář              |
| 1991 | 10   | 199   | Dale Craigwell             | Centr                |
| 1991 | 11   | 221   | Aaron Kriss                | Obránce              |
| 1991 | 12   | 243   | Michail Kravec             | Pravé křídlo         |
| 1992 | 1    | 3     | Mike Rathje                | Obránce              |
| 1992 | 1    | 10    | Andrej Nazarov             | Levé křídlo          |
| 1992 | 3    | 51    | Alexandr Cherbajev         | Pravé křídlo         |
| 1992 | 4    | 75    | Jan Čaloun                 | Pravé křídlo         |
| 1992 | 5    | 99    | Marcus Ragnarsson          | Obránce              |
| 1992 | 6    | 123   | Michal Sýkora              | Obránce              |
| 1992 | 7    | 147   | Eric Bellerose             | Levé křídlo          |
| 1992 | 8    | 171   | Ryan Smith                 | Obránce              |
| 1992 | 9    | 195   | Chris Burns                | Brankář              |
| 1992 | 10   | 219   | Alex Kholomeyev            | Pravé křídlo         |
| 1992 | 11   | 243   | Victor Ignatjev            | Obránce              |
| 1993 | 1    | 6     | Viktor Kozlov              | Centr                |
| 1993 | 2    | 28    | Shean Donovan              | Pravé křídlo         |
| 1993 | 2    | 45    | Vlastimil Kroupa           | Obránce              |
| 1993 | 3    | 58    | Ville Peltonen             | Levé křídlo          |
| 1993 | 4    | 80    | Alexander Osadchy          | Obránce              |
| 1993 | 5    | 106   | Andrej Buschan             | Obránce              |
| 1993 | 6    | 132   | Petri Varis                | Levé křídlo          |
| 1993 | 6    | 154   | Fredrik Oduya              | Obránce              |
| 1993 | 7    | 158   | Anatolij Filatov           | Pravé křídlo         |
| 1993 | 8    | 184   | Todd Holt                  | Pravé křídlo         |
| 1993 | 9    | 210   | Jonas Forsberg             | Brankář              |
| 1993 | 10   | 236   | Jeff Salajko               | Brankář              |
| 1993 | 11   | 262   | Jamie Matthews             | Centr                |
| 1994 | 1    | 11    | Jeff Friesen               | Levé křídlo          |
| 1994 | 2    | 37    | Angel Nikolov              | Obránce              |
| 1994 | 3    | 66    | Alexej Jegorov             | Pravé křídlo         |
| 1994 | 4    | 89    | Václav Varaďa              | Levé křídlo          |
| 1994 | 5    | 115   | Brian Swanson              | Centr                |
| 1994 | 6    | 141   | Alexandr Koroljuk          | Pravé křídlo         |
| 1994 | 7    | 167   | Sergej Gorbačev            | Utočník              |
| 1994 | 8    | 193   | Eric Landry                | Pravé křídlo         |
| 1994 | 9    | 219   | Jevgenij Nabokov           | Brankář              |
| 1994 | 10   | 240   | Tomáš Píša                 | Levé křídlo          |
| 1994 | 10   | 245   | Aniket Dhadphale           | Levé křídlo          |
| 1994 | 11   | 271   | David-Alexandre Beauregard | Levé křídlo          |
| 1995 | 1    | 12    | Teemu Riihijärvi           | Pravé křídlo         |
| 1995 | 2    | 38    | Peter Roed                 | Centr                |
| 1995 | 3    | 64    | Marko Mäkinen              | Levé křídlo          |
| 1995 | 4    | 90    | Vesa Toskala               | Brankář              |
| 1995 | 5    | 116   | Miikka Kiprusoff           | Brankář              |
| 1995 | 5    | 130   | Michal Broš                | Centr                |
| 1995 | 6    | 140   | Timo Hakanen               | Centr                |
| 1995 | 6    | 142   | Jaroslav Kudrna            | Levé a pravé křídlo  |
| 1995 | 7    | 167   | Brad Mehalko               | Levé křídlo          |
| 1995 | 7    | 168   | Robert Jindřich            | Obránce              |
| 1995 | 8    | 194   | Ryan Kraft                 | Levé křídlo          |
| 1995 | 9    | 220   | Mikko Markkonen            | Pravé křídlo         |
| 1996 | 1    | 2     | Andrej Zjuzin              | Obránce              |
| 1996 | 1    | 21    | Marco Sturm                | Centr                |
| 1996 | 3    | 55    | Terry Friesen              | Brankář              |
| 1996 | 4    | 102   | Matt Bradley               | Pravé křídlo         |
| 1996 | 6    | 137   | Michel Larocque            | Brankář              |
| 1996 | 7    | 164   | Jake Deadmarsh             | Obránce              |
| 1996 | 8    | 191   | Cory Cyrenne               | Centr                |
| 1996 | 9    | 217   | David Thibeault            | Levé křídlo          |
| 1997 | 1    | 2     | Patrick Marleau            | Levé křídlo          |
| 1997 | 1    | 23    | Scott Hannan               | Obránce              |
| 1997 | 4    | 82    | Adam Colagiacomo           | Pravé křídlo         |
| 1997 | 5    | 107   | Adam Spylo                 | Pravé křídlo         |
| 1997 | 7    | 163   | Joe Dusbabek               | Pravé křídlo         |
| 1997 | 8    | 192   | Cam Severson               | Levé křídlo          |
| 1997 | 9    | 219   | Mark Smith                 | Centr                |
| 1998 | 1    | 3     | Brad Stuart                | Obránce              |
| 1998 | 2    | 29    | Jonathan Cheechoo          | Pravé křídlo         |
| 1998 | 3    | 65    | Eric Laplante              | Levé křídlo          |
| 1998 | 4    | 98    | Rob Davison                | Obránce              |
| 1998 | 4    | 104   | Miroslav Zálešák           | Pravé křídlo         |
| 1998 | 5    | 127   | Brandon Coalter            | Levé křídlo          |
| 1998 | 5    | 145   | Mikael Samuelsson          | Pravé křídlo         |
| 1998 | 7    | 185   | Robert Mulick              | Obránce              |
| 1998 | 8    | 212   | Jim Fahey                  | Obránce              |
| 1999 | 1    | 14    | Jeff Jillson               | Obránce              |
| 1999 | 3    | 82    | Mark Concannon             | Utočník              |
| 1999 | 4    | 111   | Willie Levesque            | Levé křídlo          |
| 1999 | 5    | 155   | Niko Dimitrakos            | Pravé křídlo         |
| 1999 | 8    | 229   | Eric Betournay             | Centr                |
| 1999 | 8    | 241   | Douglas Murray             | Obránce              |
| 1999 | 9    | 257   | Hannes Hyvönen             | Pravé křídlo         |
| 2000 | 2    | 41    | Tero Maatta                | Obránce              |
| 2000 | 4    | 104   | Jon DiSalvatore            | Levé křídlo          |
| 2000 | 5    | 142   | Michal Pinc                | Centr                |
| 2000 | 5    | 166   | Nolan Schaefer             | Brankář              |
| 2000 | 6    | 183   | Michal Macho               | Pravé křídlo         |
| 2000 | 8    | 246   | Chad Wiseman               | Levé křídlo          |
| 2000 | 8    | 256   | Pasi Saarinen              | Obránce              |
| 2001 | 1    | 20    | Marcel Goc                 | Centr                |
| 2001 | 4    | 106   | Christian Ehrhoff          | Obránce              |
| 2001 | 4    | 107   | Dimitri Pätzold            | Brankář              |
| 2001 | 5    | 140   | Tomáš Plíhal               | Levé křídlo          |
| 2001 | 6    | 175   | Ryane Clowe                | Levé křídlo          |
| 2001 | 6    | 182   | Tom Cavanagh               | Centr                |
| 2002 | 1    | 27    | Mike Morris                | Utočník              |
| 2002 | 2    | 52    | Dan Spang                  | Obránce              |
| 2002 | 3    | 86    | Jonas Fiedler              | Pravé křídlo         |
| 2002 | 5    | 139   | Kris Newbury               | Centr                |
| 2002 | 5    | 163   | Tom Walsh                  | Obránce              |
| 2002 | 7    | 217   | Tim Conboy                 | Pravé křídlo         |
| 2002 | 9    | 288   | Michael Hutchins           | Obránce              |
| 2003 | 1    | 6     | Milan Michálek             | Levé křídlo          |
| 2003 | 1    | 16    | Steve Bernier              | Pravé křídlo         |
| 2003 | 2    | 43    | Josh Hennessy              | Centr                |
| 2003 | 2    | 47    | Matt Carle                 | Obránce              |
| 2003 | 5    | 139   | Patrick Ehelechner         | Brankář              |
| 2003 | 7    | 201   | Jonathan Tremblay          | Pravé křídlo         |
| 2003 | 7    | 205   | Joe Pavelski               | Centr                |
| 2003 | 7    | 216   | Kai Hospelt                | Centr                |
| 2003 | 8    | 236   | Alexander Hult             | Centr                |
| 2003 | 9    | 267   | Brian O'Hanley             | Obránce              |
| 2003 | 9    | 276   | Carter Lee                 | Utočník              |
| 2004 | 1    | 22    | Lukáš Kašpar               | Levé křídlo          |
| 2004 | 3    | 94    | Thomas Greiss              | Brankář              |
| 2004 | 4    | 126   | Torrey Mitchell            | Centr                |
| 2004 | 4    | 129   | Jason Churchill            | Brankář              |
| 2004 | 5    | 153   | Steven Zalewski            | Centr                |
| 2004 | 7    | 201   | Mike Vernace               | Obránce              |
| 2004 | 7    | 225   | Dave MacDonald             | Obránce              |
| 2004 | 8    | 234   | Derek MacIntyre            | Brankář              |
| 2004 | 9    | 288   | Brian Mahoney-Wilson       | Brankář              |
| 2004 | 9    | 289   | Christian Jensen           | Obránce              |
| 2005 | 1    | 8     | Devin Setoguchi            | Pravé křídlo         |
| 2005 | 2    | 35    | Marc-Édouard Vlasic        | Obránce              |
| 2005 | 4    | 112   | Alex Stalock               | Brankář              |
| 2005 | 5    | 140   | Taylor Dakers              | Brankář              |
| 2005 | 5    | 149   | Derek Joslin               | Obránce              |
| 2005 | 5    | 162   | P.J. Fenton                | Utočník              |
| 2005 | 6    | 183   | Will Colbert               | Obránce              |
| 2005 | 6    | 193   | Tony Lucia                 | Levé křídlo          |
| 2006 | 1    | 16    | Ty Wishart                 | Obránce              |
| 2006 | 2    | 36    | Jamie McGinn               | Levé křídlo          |
| 2006 | 4    | 98    | James DeLory               | Obránce              |
| 2006 | 5    | 143   | Ashton Rome                | Pravé křídlo         |
| 2006 | 7    | 202   | John McCarthy              | Levé křídlo          |
| 2006 | 7    | 203   | Jay Barriball              | Levé křídlo          |
| 2007 | 1    | 9     | Logan Couture              | Centr                |
| 2007 | 1    | 28    | Nick Petrecki              | Obránce              |
| 2007 | 3    | 83    | Timo Pielmeier             | Brankář              |
| 2007 | 3    | 91    | Tyson Sexsmith             | Brankář              |
| 2007 | 6    | 165   | Patrik Zackrisson          | Centr a pravé křídlo |
| 2007 | 6    | 173   | Nick Bonino                | Centr                |
| 2007 | 7    | 201   | Justin Braun               | Obránce              |
| 2007 | 7    | 203   | Frazer McLaren             | Levé křídlo          |
| 2008 | 3    | 62    | Justin Daniels             | Centr                |
| 2008 | 4    | 92    | Samuel Groulx              | Obránce              |
| 2008 | 4    | 106   | Harri Sateri               | Brankář              |
| 2008 | 5    | 146   | Julien Demers              | Obránce              |
| 2008 | 6    | 177   | Tommy Wingels              | Centr                |
| 2008 | 7    | 186   | Jason Demers               | Obránce              |
| 2008 | 7    | 194   | Drew Daniels               | Pravé křídlo         |
| 2009 | 2    | 43    | William Wrenn              | Obránce              |
| 2009 | 2    | 57    | Taylor Doherty             | Obránce              |
| 2009 | 5    | 147   | Philip Varone              | Centr                |
| 2009 | 7    | 189   | Marek Viedenský            | Centr                |
| 2009 | 7    | 207   | Dominik Bielke             | Obránce              |
| 2010 | 1    | 28    | Charlie Coyle              | Centr                |
| 2010 | 3    | 88    | Max Gaede                  | Pravé křídlo         |
| 2010 | 5    | 127   | Cody Ferriero              | Centr                |
| 2010 | 5    | 129   | Freddie Hamilton           | Centr                |
| 2010 | 5    | 136   | Isaac Macleod              | Obránce              |
| 2010 | 6    | 136   | Konrad Abeltshauser        | Obránce              |
| 2010 | 7    | 188   | Lee Moffie                 | Obránce              |
| 2010 | 7    | 200   | Chris Crane                | Pravé křídlo         |
| 2011 | 2    | 47    | Matthew Nieto              | Levé křídlo          |
| 2011 | 3    | 89    | Justin Sefton              | Obránce              |
| 2011 | 5    | 133   | Sean Kuraly                | Centr                |
| 2011 | 6    | 166   | Daniil Sobčenko            | Centr                |
| 2011 | 6    | 179   | Dylan DeMelo               | Obránce              |
| 2011 | 7    | 194   | Colin Blackwell            | Centr                |
| 2012 | 1    | 17    | Tomáš Hertl                | Centr                |
| 2012 | 2    | 55    | Chris Tierney              | Centr                |
| 2012 | 4    | 109   | Christophe Lalancette      | Pravé křídlo         |
| 2012 | 5    | 138   | Danny O'Regan              | Centr a levé křídlo  |
| 2012 | 6    | 168   | Cliff Watson               | Obránce              |
| 2012 | 7    | 198   | Joakim Ryan                | Obránce              |